# Rhabdopygata mossambica
Rhabdopygata mossambica is een hooiwagen uit de familie Assamiidae.